# Schutzbeschaltung
Eine Schutzbeschaltung ist allgemein eine zusätzliche elektrische Schaltung, die dafür sorgt, dass schädigende hohe elektrische Spannungen, die z. B. beim Abschalten von elektromagnetischen Geräten (z. B. Relais, Netztransformatoren, Schützspulen) durch Selbstinduktion entstehen, begrenzt oder von empfindlichen Bauteilen ferngehalten werden. Teilweise wird damit auch die Spannungsanstiegsgeschwindigkeit verringert. Beides trägt zu einer erhöhten Zuverlässigkeit und Lebensdauer sowie zu einer verringerten Störemission beziehungsweise Störimmunität – EMV (verbesserte Elektromagnetische Verträglichkeit) bei.
Eine Schutzbeschaltung an geschalteten induktiven Lasten im Speziellen ist Artikelgegenstand und mindert die Spannungsspitzen beim Abschalten beispielsweise von Spulen, Zugmagneten, Magnetventilen, Motoren usw. soweit, dass keine Bauteile beschädigt werden. Die Höhe der Spannungsspitzen hängt bei Wechselspannung vom Abschaltzeitpunkt (von der momentanen Phasenlage) ab.

## Grundlagen

Relais haben induktive Eigenschaften

Wird eine elektrische Spule abgeschaltet, bricht das Magnetfeld in ihr zusammen und es entsteht eine Selbstinduktionsspannung. Die Höhe der Selbstinduktionsspannung ist von mehreren Faktoren abhängig. Besonderen Einfluss auf die Höhe der Selbstinduktionsspannung hat die Windungszahl der Spule. Bei Spulen mit hohen Windungszahlen kann die Selbstinduktionsspannung bis auf den zehn- bis zwanzigfachen Wert der angelegten Betriebsspannung ansteigen.
Diese hohen Selbstinduktionsspannungen können elektronische Bauelemente zerstören oder bei Schaltkontakten zum Überschlag und zum Kontaktabbrand führen.

## Schaltungsvarianten
Als Schutzbeschaltung werden Bauelemente verwendet, die die normalen Betriebsvorgänge nicht beeinflussen, aber Störspannungen oder Störströme ableiten können. Schutzbeschaltungen werden auch mit integrierter Betriebsanzeige hergestellt.
Es gibt folgende Schaltungsvarianten für Schutzbeschaltungen: Für Gleichspannung mit Diode, mit Diode und Z-Diode. Für Wechselspannung  mit Varistor, mit RC-Glied. Für beide Stromarten kann auch mit einem Widerstand entstört werden, was jedoch eine erhöhte Verlustleistung bewirkt.

### Varianten für Gleichspannung

#### Freilaufdiode

Beschaltung mit Diode

Bei dieser Schaltungsvariante wird eine Diode in Sperrrichtung parallel zur Spule angeschlossen (Fangdiode, Freilaufdiode). Da die Polarität der Selbstinduktionsspannung der vorher angelegten Spannung entgegengesetzt ist, wird der Strom nach dem Abschalten über die Diode geleitet und klingt, ohne eine nennenswerte Spannungsspitze zu verursachen, ab. Die Spannungsspitze der Selbstinduktionsspannung wird auf die Schwellspannung der verwendeten Diode begrenzt. Dementsprechend ausgerüstete Relais besitzen eine gekennzeichnete Polarität der Anschlüsse, da die Schutzdiode bei Verpolung zerstört wird. Abhilfe kann ein vorgeschalteter Gleichrichter schaffen. Nachteilig ist, dass die Fangdiode zu hohen Abfallverzögerungen bei Relais oder Schützen führt. Ursache ist der langsam abklingende Stromfluss durch die Spule. Abhilfe schafft folgende Variante.

#### Diode und Zenerdiode

Beschaltung mit Z-Diode

Hierbei wird eine Zenerdiode in Reihe mit einer Diode geschaltet. Erreicht die Induktionsspannung die Höhe der Zenerspannung + Schwellspannung der Diode, wird der Strom über die beiden Bauelemente geleitet. Vorteilhaft ist die geringe Abfallverzögerung bei Relais – der Spulenstrom kann wesentlich schneller abklingen. Die gespeicherte Energie der Magnetspule gelangt in die Z-Diode und wird dort zu Verlustwärme. Die Induktionsspannung wird lediglich auf {\displaystyle U_{\text{ZD}}} begrenzt. Bei falscher Polung kommt es zur Zerstörung der Diode durch Überspannung.

#### TVS-Diode
Suppressordiode, auch Transient Voltage Suppressor genannt, sind spezielle Dioden zum Schutz elektronischer Schaltungen vor kurzzeitigen Spannungsimpulsen. Die Suppressordiode ist bi- und unidirektional verfügbar. Letztere ist eine seit den 1990er Jahren marktgängige Weiterentwicklung der damals schon Jahrzehnte existierenden Zenerdiode. Neue Verfahren machten es möglich, das Ableitvermögen in Durchbruchrichtung drastisch zu erhöhen.

### Varianten für Wechselspannung

#### Varistor

Beschaltung mit Varistor

Bei dieser Schaltungsvariante wird die Eigenschaft eines Varistors (VDR) genutzt, ab einer bestimmten Schwellspannung niederohmig zu werden. Dadurch wird die Selbstinduktionsspannung begrenzt. Varistoren besitzen ein hohes Energieabsorptionsvermögen, vertragen jedoch keine Dauerlast. Häufiges Schalten ist daher meist nicht möglich. Die Schaltung bewirkt kaum Abfallverzögerung. Nachteilig ist, dass die Induktionsspannung sehr schnell bis auf die Schwellspannung {\displaystyle U_{\text{VDR}}} steigt. Die Höhe der Spannungsspitze der Selbstinduktionsspannung ist vom verwendeten Varistortyp abhängig.

#### RC-Glied

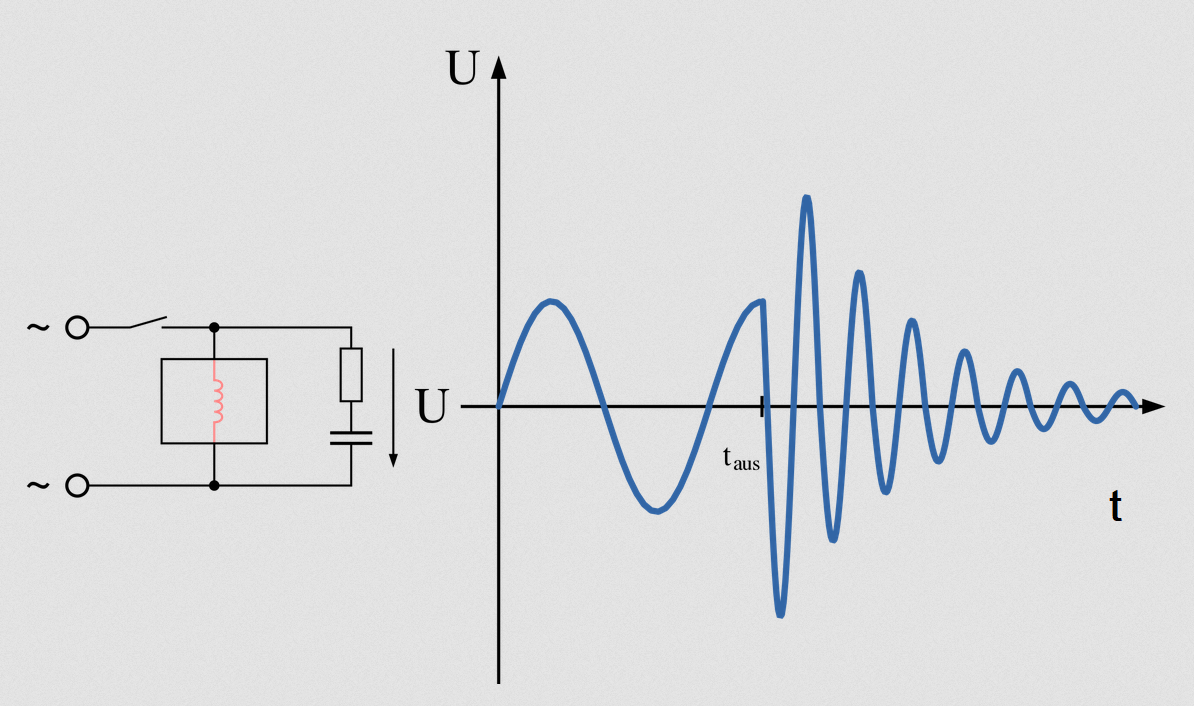
Beschaltung mit RC-Glied

Die Schutzbeschaltung mittels RC-Glied (siehe Snubber, auch Boucherot-Glied genannt) ist eine Methode zum Schutz von Schaltkontakten gegen Kontaktabbrand sowie gegen Störspannungen beim Abschalten einer Wechselspannungslast (Schützspule). Die Reihenschaltung von Widerstand und Kondensator bewirkt beim Abschaltvorgang, dass der Strom in einer gedämpften Schwingung ausklingt. Beim Einschaltvorgang verhindert der Widerstand, dass die Kondensatorladung schlagartig mit hohem Strom über den Schaltkontakt erfolgt. Die Bauteile müssen so dimensioniert werden, dass der Schaltkontakt beim Einschalten nicht überlastet wird und dass die Spannungsanstiegsgeschwindigkeit beim Ausschalten so gering ist, dass sich die Schaltkontakte ohne Funke voneinander lösen können.
Der Abschaltvorgang kann mit einem Oszilloskop kontrolliert werden. Die Scheitelspannung der gedämpften Schwingung über dem Schaltkontakt bzw. an der Spule ist abhängig von der gewählten RC-Kombination. Der Kondensator muss die verbleibende Überspannungsspitze ertragen, der Widerstand muss kurzzeitig die Betriebsspannung ertragen (Impulsbelastung).

#### Widerstand

Beschaltung mit Widerstand

Diese Schutzbeschaltung besitzt entweder eine geringe Schutzwirkung oder verursacht erhebliche zusätzliche Verluste, sie ist daher unüblich. Sie ist sowohl für Gleich- als auch für Wechselspannung geeignet. Nachteilig ist, dass der Widerstand bei einem Relais zum verzögerten Abschalten führt. Ist der Widerstand bei Gleichspannung so dimensioniert, dass er den zweifachen und maximal den sechsfachen Wert des Spulenwiderstandes {\displaystyle R_{\text{Spule}}} hat. besitzt, wird die Spannungsspitze über der Spule auf den 2- bis 6-fachen Wert {\displaystyle U_{\text{Spule}}} reduziert. Die Spannung steigt sehr schnell an, sodass Kontaktabbrand eventuell nicht wirksam verhindert werden kann.